# Philonotis striata
Philonotis striata är en bladmossart som beskrevs av Kindberg 1889. Philonotis striata ingår i släktet källmossor, och familjen Bartramiaceae. Inga underarter finns listade i Catalogue of Life.